# 東京都交通局40型電力動車組
東京都交通局40型電力動車組（日语：／ Tōkyōto kōtsūkyoku 40-gata densha */?）為東京都交通局上野懸垂線的一款悬挂式单轨列车。

## 慨要
40型于2001年由日本车辆制造负责制造，共2辆，为铝合金车体，其资金由日本彩票协会赠送，命名为「彩票号」。于2001年5月31日开始投入使用于上野懸掛式單軌，主要是为了替代已经老化了的30型。

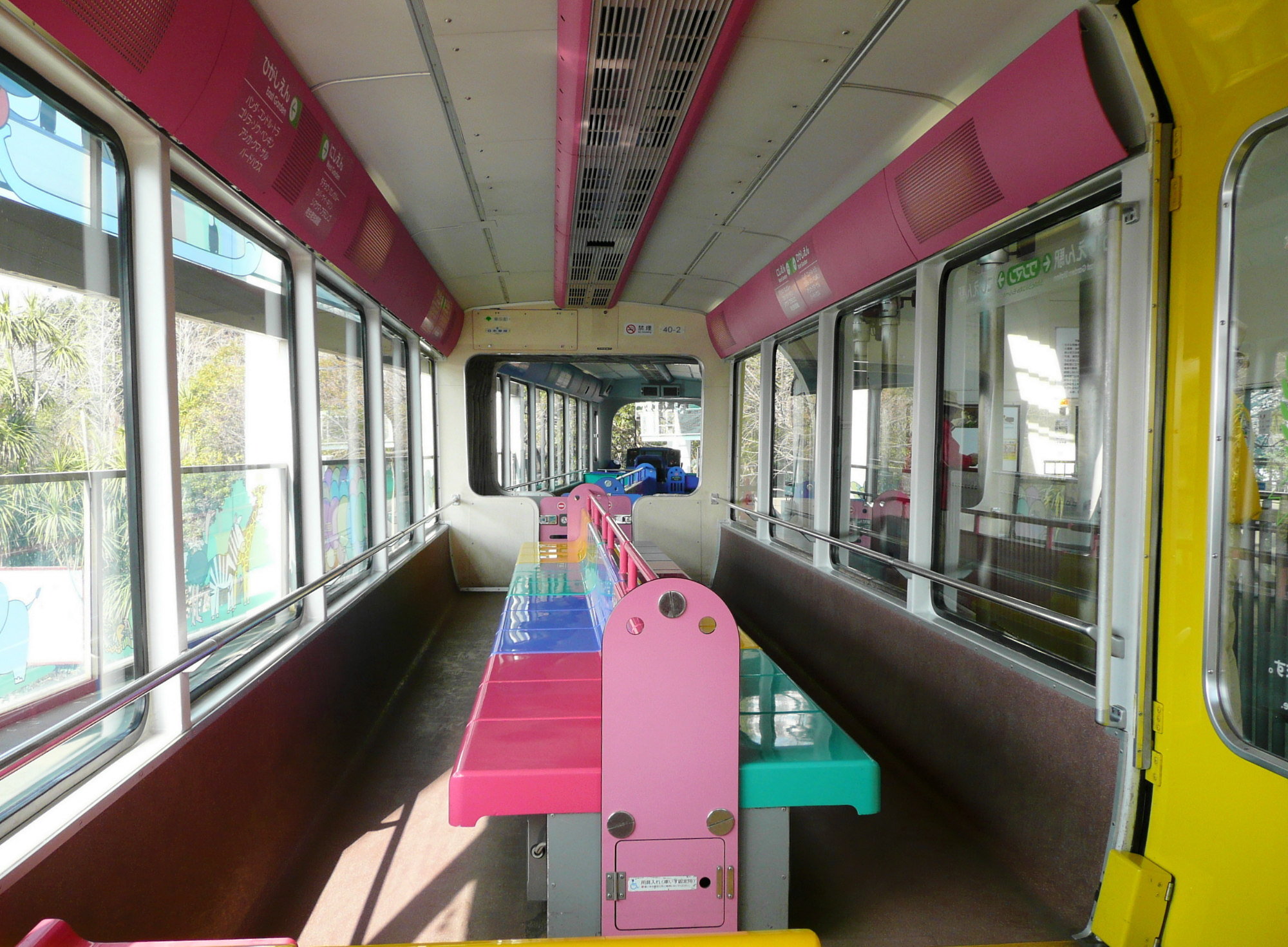
车内
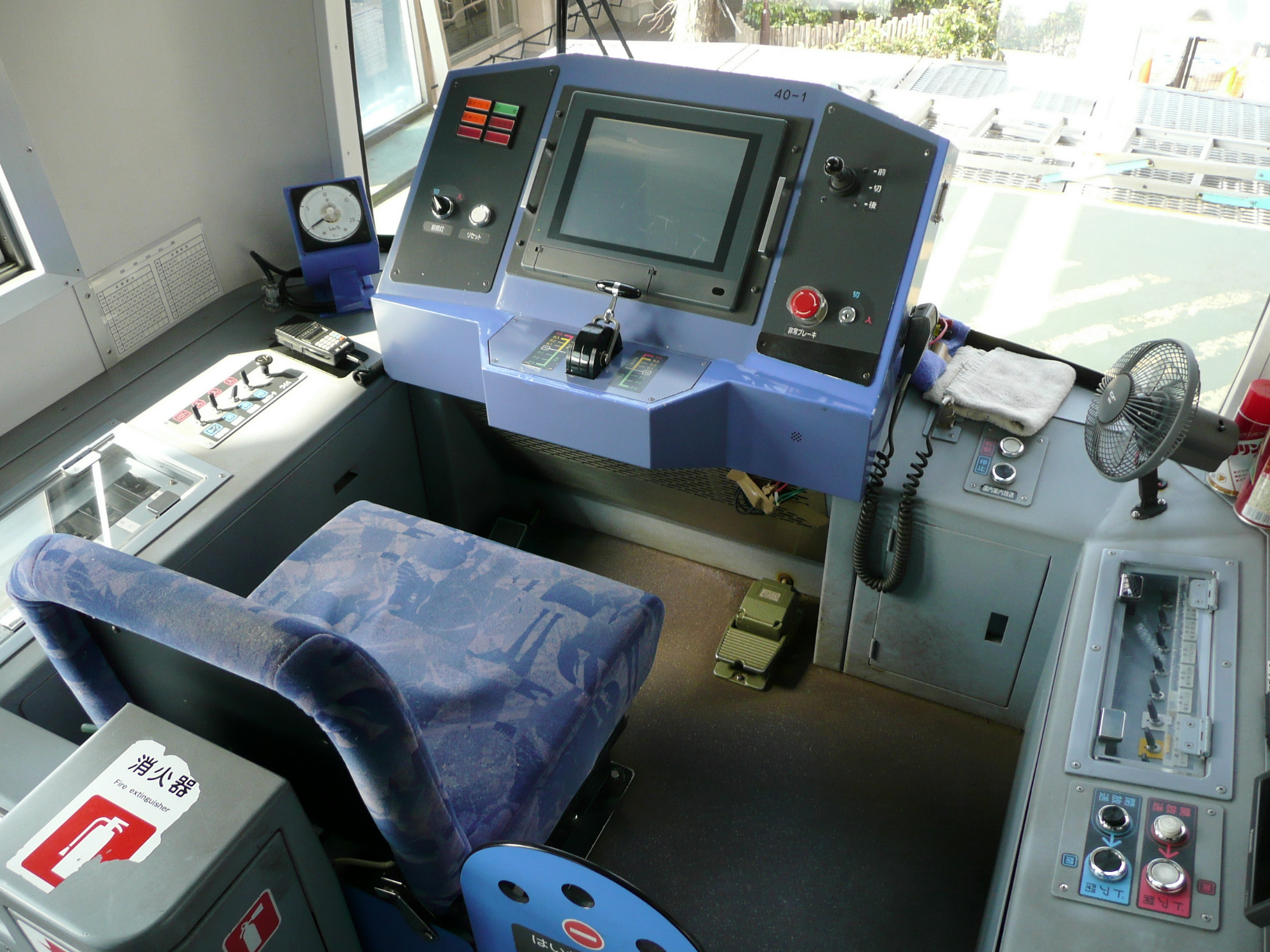
驾驶室

## 其他
列车驾驶室的仪表使用液晶显示屏，并用Windows XP程序显示。